# 桑名市立光陵中学校
桑名市立光陵中学校（くわなしりつ こうりょうちゅうがっこう）は、三重県桑名市大山田に所在する市立中学校である。1989年に開校した。

## 概要
1980年代後半、三重県桑名市大山田地区においては、名古屋のベッドタウンとしての目的から、山地を切り拓いて、一戸建て住宅の建設が盛んに行われた。これに伴い30〜40代の人口が急増し、その子供たちが通う学校の定員が過剰となった。
中学校においては、それまで存在していた桑名市立陵成中学校のキャパシティ不足を補うべく、当校が1989年に開校した。 
大山田西小学校、大山田北小学校、星見ヶ丘小学校の三つの校区から通う。 

## 校歌
平吉毅州が作曲、志水雅明が作詞した。作曲者が得意とする、大胆な転調が取り入れられた、従来の校歌のイメージを覆す名曲と評価されている。